# Mistrovství Evropy v zápasu ve volném stylu 2008
Mistrovství Evropy v zápasu ve volném stylu 2008 se konalo v Tampere, Finsko v dubnu 2008.

## Výsledky

### Muži
| Kategorie | Zlato                              | Stříbro            | Bronz               | Bronz                    |
| --------- | ---------------------------------- | ------------------ | ------------------- | ------------------------ |
| 55 kg     | Džamal Otarsultanov                | Rizvan Gadzhiev    | Sezar Akgül         | Francisco Sánchez        |
| 60 kg     | Vasyl Fedoryšyn                    | Didier Païs        | Gergõ Wöller        | Anatol Guidea            |
| 66 kg     | Ramazan Şahin                      | Koba Kakaladze     | Rasul Djukayev      | Emin Azizov              |
| 74 kg     | Machač Murtazalijev                | Murad Gajdarov     | Emzar Bedynejišvili | Čamsulvara Čamsulvarajev |
| 84 kg     | Giorgi Ketojev                     | Revaz Mindorašvili | Davit Bičinašvili   | Nauruz Temrezov          |
| 96 kg     | Giorgi Gogšelidze                  | Georgij Tybylov    | Hakan Koç           | Chadžimurat Gacalov      |
| 120 kg    | Davit Modzmanašvili David Musulbes | Ali Isajev         | Bachtyjar Achmedov  | Rareș Chintoan           |

### Ženy
| Kategorie | Zlato                | Stříbro           | Bronz              | Bronz                |
| --------- | -------------------- | ----------------- | ------------------ | -------------------- |
| 48 kg     | Marija Stadnyková    | Vanessa Boubryemm | Oleksandra Kohut   | Iwona Matkowska      |
| 51 kg     | Anna Trusova         | Sofia Mattssonová | Tiina Ylinen       | Yuliya Blahinya      |
| 55 kg     | Natalija Golcová     | Ludmila Cristea   | Sofia Poumpouridou | Tetyana Lazareva     |
| 59 kg     | Ida-Theres Nerellová | Elvira Mursalova  | Larissa Kanaeva    | Nataliya Synyshyn    |
| 63 kg     | Alena Kartashova     | Volha Khilko      | Monika Michalik    | Marianna Sastinová   |
| 67 kg     | Maryana Kvyatkovska  | Natalya Kuksina   | Hanna Belyaeva     | Lise Golliot-Legrand |
| 72 kg     | Stanka Zlatevová     | Gouzel Maniourova | Anita Schätzle     | Jenny Fransson       |